# シャーリー・モテ

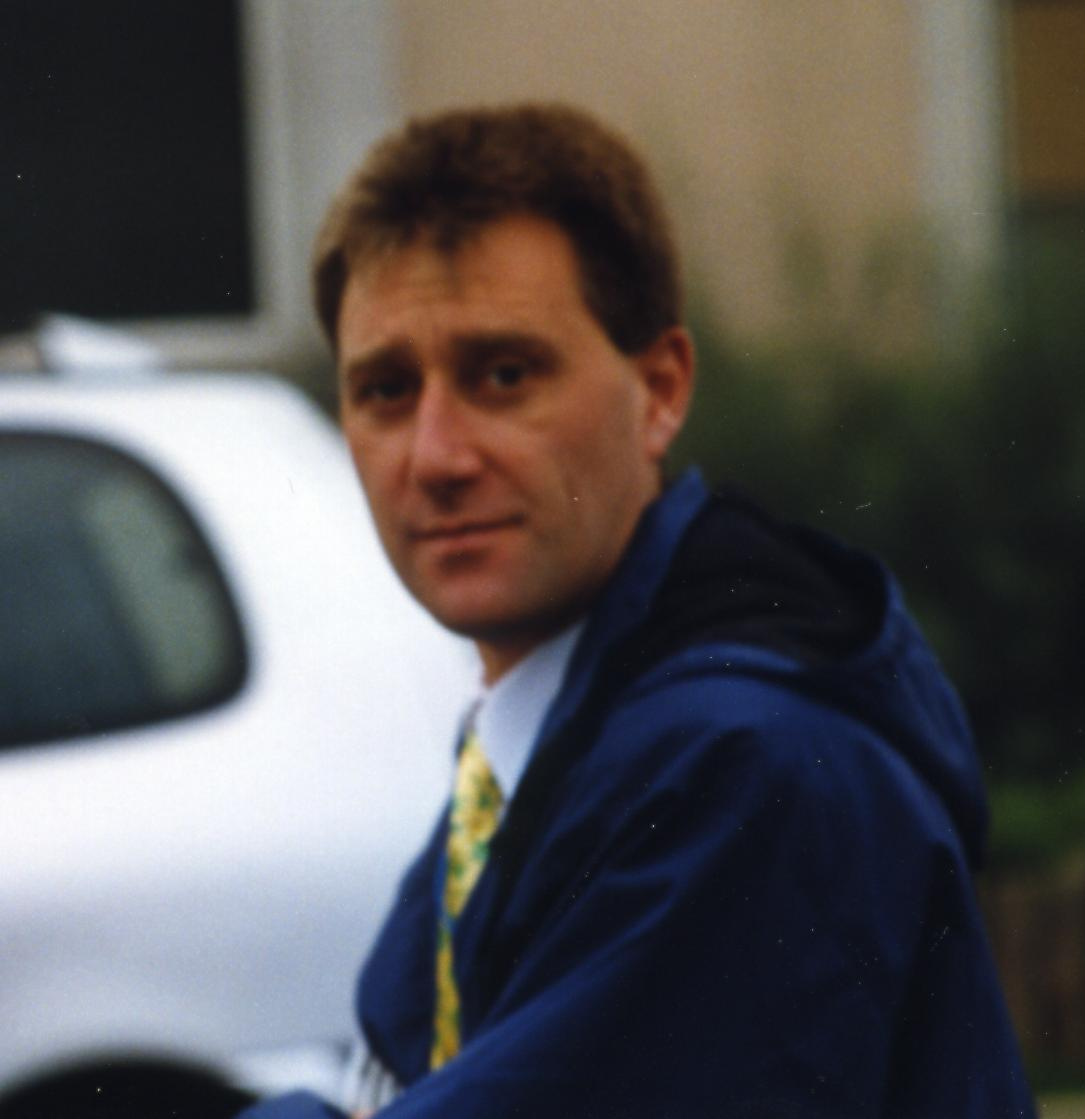
シャーリー・モテ

シャーリー・モテ（Charly Mottet、1962年12月16日- ）は、フランス・ヴァランス出身の元自転車競技選手。シャーリィ・モテという表記も見られる。

## 経歴
1983年、シリル・ギマール率いるルノー・エルフチームの一員としてプロデビュー。この当時、ベルナール・イノーがチームのエースであり、また、後にルノーのエースとなるローラン・フィニョン、さらにアメリカ人選手のグレッグ・レモンが在籍していた。翌1984年にイノーはレモンらを引き連れてルノーを飛び出してラ・ヴィ・クレールチームを結成するが、モテはフィニョンとともにチームに残る。その後はしばらく、フィニョンのアシストに回ったが、1986年の世界自転車選手権・個人ロードでは2位に食い込んだ。
転機が訪れたのは1987年。エースのフィニョンが絶不調に陥っていたこともあり、同年のドーフィネ・リベレを制したモテが、この年のツール・ド・フランスでは、途中からフィニョンに替わってエースの座に君臨。一時はマイヨジョーヌを奪うなど、最後まで総合優勝争いの一角に加わった（最終順位は4位）。
1988年はジロ・ディ・ロンバルディアを制覇した他、最後のスーパープレスティージュ受賞にも輝く。1989年、ついにギマール、フィニョンと袂を分かち、R.M.Oチームに移籍。2度目のドーフィネ・リベレを制した他、UCI・ロードワールドランキングスにおいて、元チームメイトのフィニョンと首位争いを演じ、リアルタイムランキングでは2回に亘って「世界ランキング第1位」となり、また年間ランキングでも第2位（1位はフィニョン）となる。
1990年はツール・ド・ロマンディ、チューリッヒ選手権を制した他、ジロ・デ・イタリアではジャンニ・ブーニョに次いで総合2位。1991年はツール・ド・フランス総合4位の実績を残す。1992年、3度目のドーフィネ・リベレ制覇を果たしたが、モテがメジャーレースで活躍したのは事実上ここまでであった。
1994年に引退。引退後はツール・ド・フランスの主催運営者であるASOに勤務しながら、国際自転車競技連合（UCI）のアドバイザーも務めている。